# Pembe ve Mavi
Pembe ve Mavi es una serie animada turca creada por Varol Yaşaroğlu que se emitió en el canal de televisión turco Kanal D en 2005. En la serie, los personajes femeninos son de color rosa (Pembe) y los personajes masculinos son de color azul (Mavi).

## Trama
Los personajes viven en casas con amplios jardines. La serie describe la vida familiar de una manera humorística.

## Personajes y reparto
| Rolle         | Originalsprecher   |
| ------------- | ------------------ |
| Saniye        | Buket Yanmaz       |
| Taci          | Ali Rıza Kubilay   |
| Zeliş         | Seda Fettahoğlu    |
| Vural         | Berk Tokay         |
| Avni          | Vural Yaşaroğlu    |
| Naci          | Berk Tokay         |
| Celal         | Kuntay Kambur      |
| Hümeyra       | Sena Taşkapılıoğlu |
| Cemal         | Kuntay Kambur      |
| Ercü Potur    | Sena Taşkapılıoğlu |
| Hakkı Saklı   | Berk Tokay         |
| Cem Yılmaz    | Cem Yılmaz         |
| Okan Bayülgen | Okan Bayülgen      |

## Producción y lanzamiento
La miniserie fue producida por el estudio Grafi2000. Los 8 episodios, de 25 minutos cada uno, se emitieron a del 20 de febrero al 25 de abril de 2005. Fue 3mitido por Kanal D en Turquía en abril de 2005. El episodio 9 fue lanzado en formato VCD.

## Lista de episodios
| N.º | Título        | Fecha de lanzamiento  |
| --- | ------------- | --------------------- |
| 1   | Meteor        | 20 de febrero de 2005 |
| 2   | Loto          | 25 de febrero de 2005 |
| 3   | Randevu       | 6 de marzo de 2005    |
| 4   | Set           | 13 de marzo de 2005   |
| 5   | Değiş Tokuş   | 20 de marzo de 2005   |
| 6   | Komşu         | 12 de abril de 2005   |
| 7   | Uzaylı        | 19 de abril de 2005   |
| 8   | Hipnotizma    | 25 de abril de 2005   |
| 9   | Japon Misafır | Junio de 2005         |